# August Vollmer
Pour les articles homonymes, voir Vollmer.
August "Gus" Vollmer (7 mars 1876 – 4 novembre 1955) est le premier chef de la police de Berkeley en Californie, aux États-Unis. Il est ensuite chef du Los Angeles Police Department à Los Angeles, de 1923 à 1924. Il est une figure de proue dans le développement du domaine de la justice pénale aux États-Unis, au début du XXe siècle. Atteint de la maladie de Parkinson et d'un cancer, il se suicide, avec son arme à feu.